# Карове, Фридрих Вильгельм
Фридрих Вильгельм Карове — немецкий публицист, юрист и философ, ученик Гегеля.
Некоторое время читал лекции по философии в Берлине и Бреславле, но в 1820 был отправлен в отставку. В 1848 году принимал участие в предварительном парламенте, в 1849 году — в парижском конгрессе мира. Идеалом Карове была общая, уничтожающая все вероисповедные розни религия человечества.
Написал: «Ueber die alleinseligmachende Kirche» (1826 и 1835), «Neorama oder Beiträge zur Litteratur, Philosophie und Geschichte» (1838); «Was heisst röm.-kathol. Kirche?» (1847), «Die Buchdruckerkunst in ihrer weltgeschichtl. Bedeutung» (1843), «Ueber das sog. germ. u. sog. christliche Staatsprinzip» (1843).